# Ваді ас-Салам
Ваді ас-Салам, араб. وادي السلام, Долина миру — гігантський шиїтський цвинтар поблизу священного для шиїтів міста Ан-Наджаф в Іраку. 
На цвинтарі, що займає площу близько 600 гектарів, розмістилося понад 5 млн могил. Є найбільшим цвинтарем у світі.
Зокрема, на ньому поховано багато людей, що стали жертвами насильства з боку угруповання ІДІЛ.
На цей цвинтар звозять для захоронення покійних не тільки з усього Іраку, а й з інших країн, де поширений шиїзм. Для шиїтів вважається почесним бути похованим поряд з Імамом Алі, в очікуванні Судного дня. Тут же знаходяться могили декількох інших ісламських пророків.